# Liste von Persönlichkeiten aus Novaggio
Diese Liste enthält in Novaggio geborene Persönlichkeiten und solche, die in Novaggio ihren Wirkungskreis hatten, ohne dort geboren zu sein. Die Liste erhebt keinen Anspruch auf Vollständigkeit.

## Persönlichkeiten
(Sortierung nach Geburtsjahr)
- Simone Gambazzi (* um 1450 in Novaggio; † nach 1496 ebenda), er besass 1496 die Pfründe der Pfarrkirche San Siro von Novaggio[1]
- Giovanni de Pidrinora (* um 1480 in Novaggio; † nach 8. April 1521 ebenda), Baumeister in Palazzo Bovarino, Fraktion der Gemeinde San Venanzo[2]
- Domenico da Novaggio (* um 1480 in Novaggio; † nach 8. April 1521 ebenda), Baumeister[3]
- Pietro Molo (* um 1480 in Novaggio; † nach 8. April 1521 ebenda), Baumeister[4]

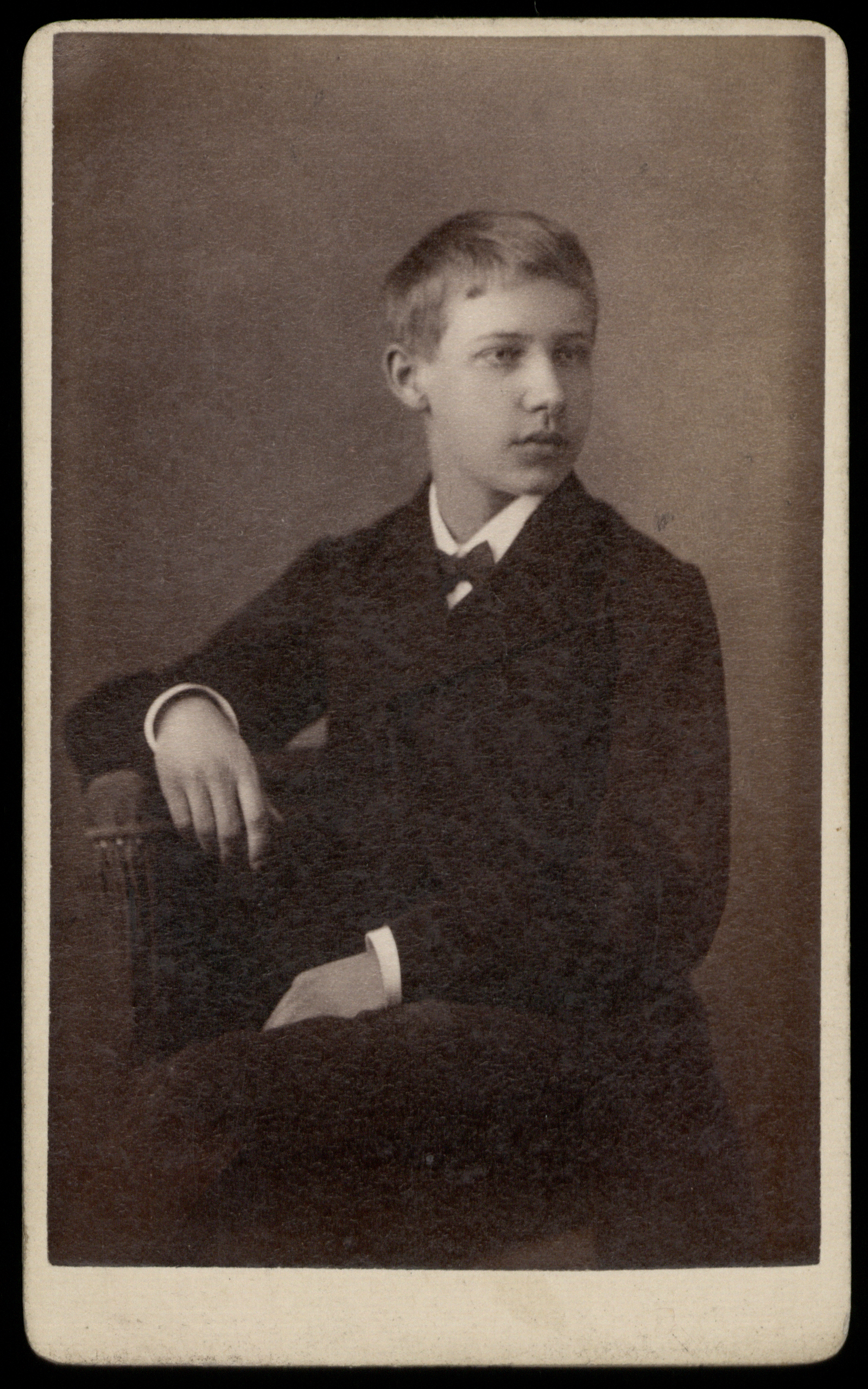
Jakob Höflinger (1819–1892): Jugendbild von Niklaus Bolt. Universitätsbibliothek Basel, zwischen 1870 und 1880?

- Pietro del Bosco (* um 1490 in Novaggio; † nach 1530 ebenda), Maler, er malte die Kirchen San Siro in Novaggio, die Kirche Santa Maria in Banco, Fraktion der Gemeinde Bedigliora, und das Oratorium San Rocco auch in Bedigliora[5]
- Giovanni Gambazzi (* um 1574 in Novaggio; † 14. März 1662 in Lavant), Priester 1600, regulierter Domherr von Sankt Augustin in Lavant, er wurde 1619 zum Propst von Klagenfurt gewählt. 1625 erhielt er von Papst Urban VIII. das Recht zum Tragen der Mitra. Erster Administrator der Diözese und erster Abgeordneter von Kärnten[6][1][7]
- Pietro Lozzio (* 15. September 1831 in Novaggio; † 12. Juli 1917 ebenda), studierte an der Accademia di Belle Arti di Brera in Mailand, Maler, Dozent[8]
- Käthe Juncker-Streit (* 1858 in Dresden; † 1919 in Novaggio), Portrait- und Genremalerin, Tochter des Malers Wilhelm Karl Juncker (1820–1901); Ausbildung: Bei ihrem Vater; in Berlin bei Karl Gussow[9]
- Niklaus Bolt (1864–1947), reformierter Schweizer Pfarrer und Jugendschriftsteller
- Franchino Demarta (* 1865 ? in Novaggio; † 1926 ebenda), Gründer der Società elettrica malcantonese (SEM)[10]
- Carl Hauser (* 26. Dezember 1866 in Fontaines NE; † 25. März 1956 in Lausanne), Arzt[11]
- Felice Gambazzi (* 9. November 1871 in Novaggio; † 1. August 1953 ebenda), Lehrer und Publizist[12][13]
- Fausto Buzzi-Cantone (* 21. Mai 1858 in Curio TI; † 6. Januar 1907 in Novaggio), Arzt[14]
- Angelo Tamburini (* 12. Januar 1867 in Miglieglia; † 9. August 1941 in Novaggio), Politiker[15] und Publizist[16]
- Isidoro Marcionetti (1916–1999), Priester, Dozent, Kunsthistoriker
- Armida Ryser-De Marta (* 28. März 1925 in Novaggio; † 6. Oktober 2020 in Castelrotto, Fraktion der Gemeinde Croglio), Dichterin[17]
- Daniele Ryser (* 24. April 1949), Ingenieur, Agronom, Journalist, Politiker[18]
- Carolina Nazar (* ? in Alta Gracia), Malerin, Zeichnerin, sie studiert Dibujo y Pintura in der Universidad Nacional De Cordoba (Argentina), Dozentin an der Centro Scolastico Industrie Artistiche (CSIA) in Lugano, wohnt in Novaggio.